# سیارک ۲۵۶۵۲
سیارک ۲۵۶۵۲ (به انگلیسی: 25652 Maddieball، نامگذاری:2000AQ83)۲۵۶۵۲مین سیارک کشف شده‌است که در ۰۵ ژانویه ۲۰۰۰ کشف شد.